# Körning (ridsport)
Körning är inom ridsport en disciplin som går ut på att man skall köra en, två eller fyra hästar. Själv sitter man i en vagn.

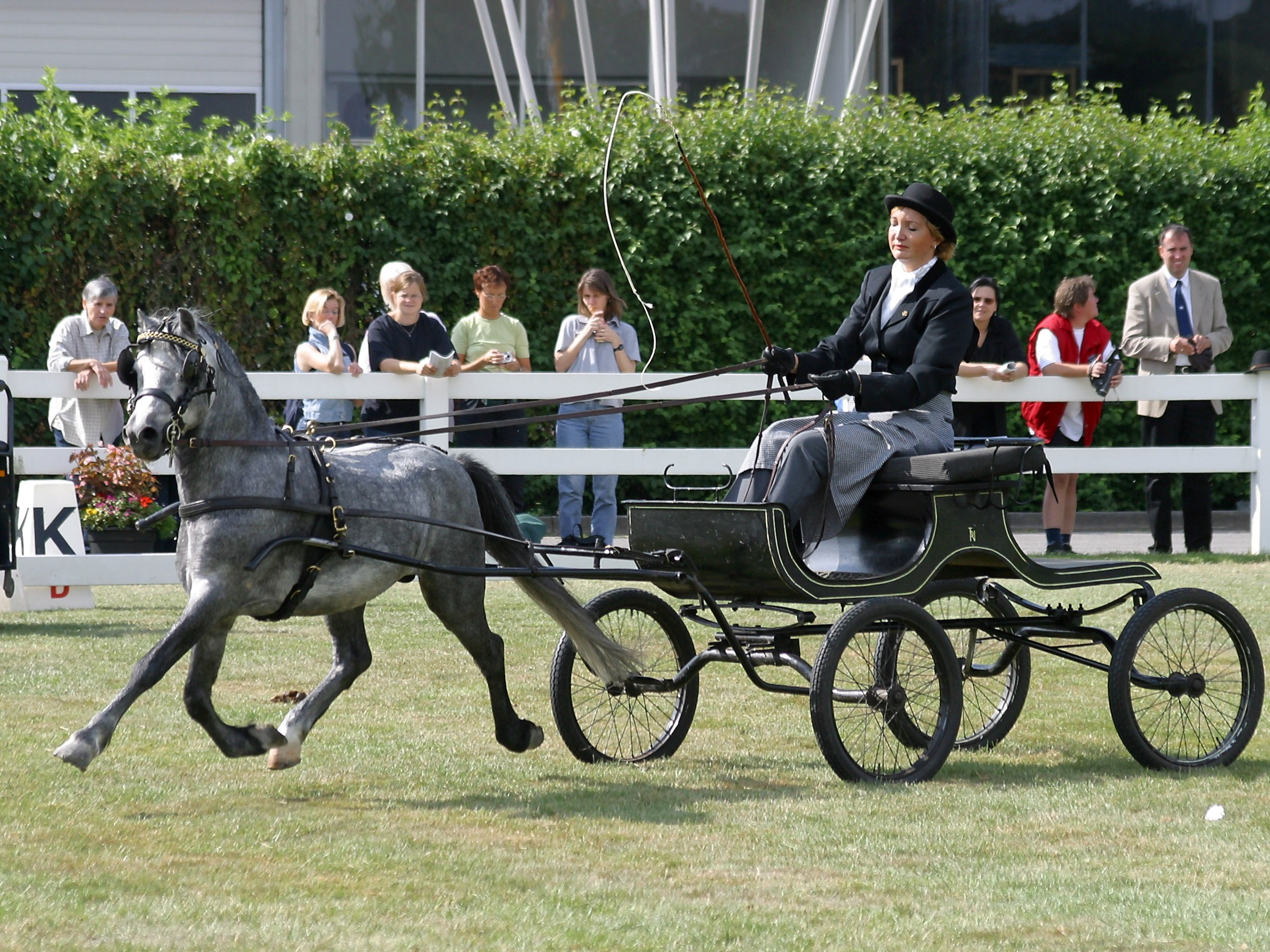
Enbet

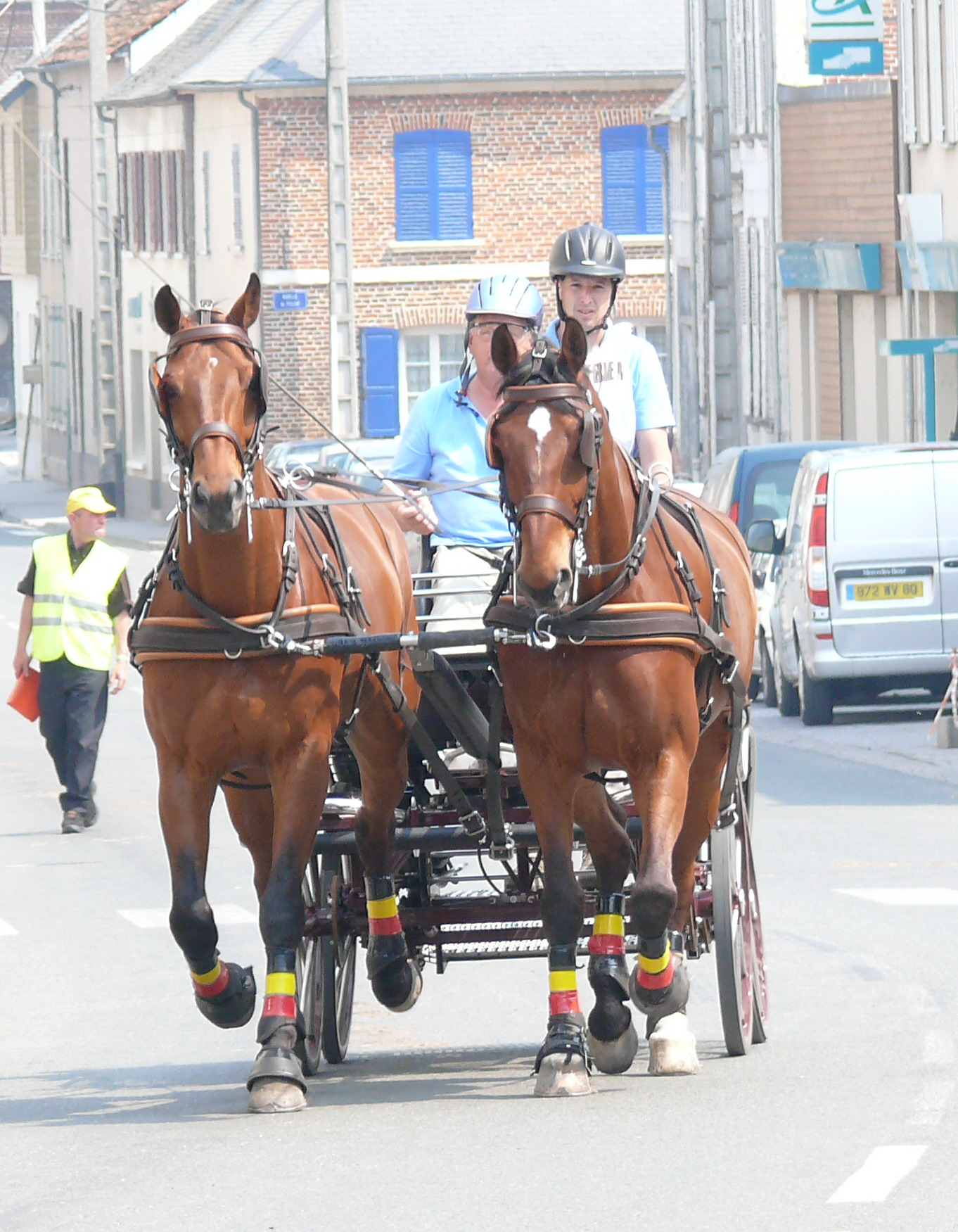
Par

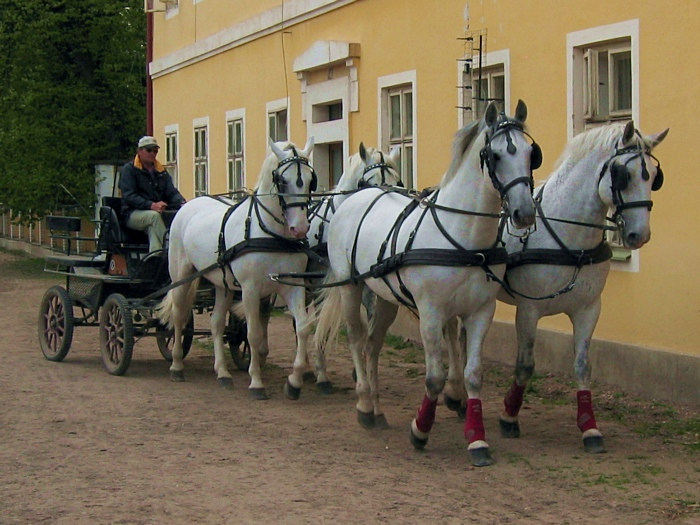
Fyrspann

I tävlingskörningar indelas ekipagen dels efter hur många hästar som ingår – enbet, par eller fyrspann –, dels efter storlek där hästar och ponnyer tävlar i skilda klasser. En körtävling består av tre olika delmoment: dressyr, maraton och precision, allt till för att testa kuskens skicklighet och hästarnas mångsidighet och styrka.

## Historia
Människan har kört hästen ända sedan domesticeringen för ca 6000 år sedan. I gamla Egypten, Grekland och Rom tävlade man i kapplöpningar med små vagnar. Dessa tävlingar var oftast både fartfyllda och farliga. 
Under 1800-talet hade körhästen och vagnen sin storhetstid då över 10 miljoner hästar användes världen över till att dra hästvagnar, spårvagnar och hästomnibussar. Men denna glansperiod tog slut under slutet av 1800-talet när järnvägsnätet byggdes ut. Den mekaniska revolutionen gjorde snabbt körhästarna överflödiga inne i städerna. Men ute på landsbygden började man snart att köra ikapp på olika vägsträckor. Fyrspann kördes av rika amatörer eller kuskar som sponsrades av olika förmögna intressenter. Man jagade de professionella kuskarnas gamla rekord. Detta var mycket vanligt på sträckan mellan Brighton och London. Under början av 1900-talet ordnades även speciella bedömningsklasser för körstil. 
Efter andra världskriget ersattes körhästarna nästan helt med motoriserade bilar, bussar och spårvagnar och hästdragna vagnar blev allt mer sällsynta. Inte förrän under 1970-talet skulle intresset växa igen för körning som sport. Idag körs flera tävlingar internationellt och intresset för sporten stiger hela tiden.

## Moment
Dressyren är som ridningens dressyr där man kör ett bestämt program som bedöms av en, tre eller fem domare beroende på svårighetsgrad. Den med lägst staffpoäng vinner delmomentet. I dressyrprovet ser domaren även till hästarnas och vagnens skick och till kuskens och medhjälparnas klädsel.

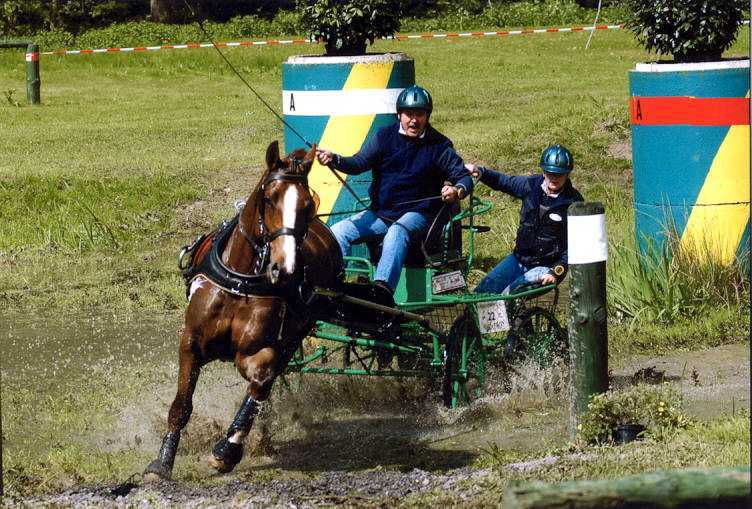
Maratondelen i en tävling kan bli både lerig och fartfylld.

Maraton är den fartfyllda biten av tävlingen. Den går på tre sträckor. Först A-sträckan som är en slinga på ca 1 mil (varierar med svårighetsgrad) som man ska köra på en idealtid. Klarar man inte idealtiden får man straffpoäng.
Sedan är det en skrittsträcka som är ca 1 km. På den finns det bara en maxtid som man måste klara sig under, annars får man sraffpoäng för varje sekund som man överskrider. 
Därefter är det E-sträckan, som också körs på en idealtid. På den här sträckan finns 4-8 hinder som man ska passera. Hindren är märkta med portar som man ska ta i ordning A-B-C ... till och med F(svår klass). För varje sekund man är i hindret får man 0,2 straffpoäng varför det gäller att passera så fort som möjligt; snabbast i hindren vinner delmomentet.
Precision körs sista dagen på en bana med koner som står uppställda i ordning 1-20. På varje kon ligger det en boll och om man kör på en kon och bollen ramlar ner får man 3 straffpoäng. Det ekipage som har lägst straffpoäng efter alla tre delmoment är vinnaren. 

## Regler vid dressyrkörning
Alla ekipage som ställer upp i en körtävling är tvungna att genomgå en så kallad spannkontroll, eller funktionskontroll för att kolla att seldonen sitter ordentligt och att ekipagen ser korrekta ut. Varje ekipage bedöms av en domare som också ger tips och råd inför själva tävlingen. 
Ekipaget måste ge ett bra helhetsintryck och både beslag på hästens seldon och vagnens utsmyckningar ska vara antingen helt förnicklade eller enbart i mässing. Det ska synas att ett gediget och genomtänkt arbete har genomförts med hela ekipaget. 

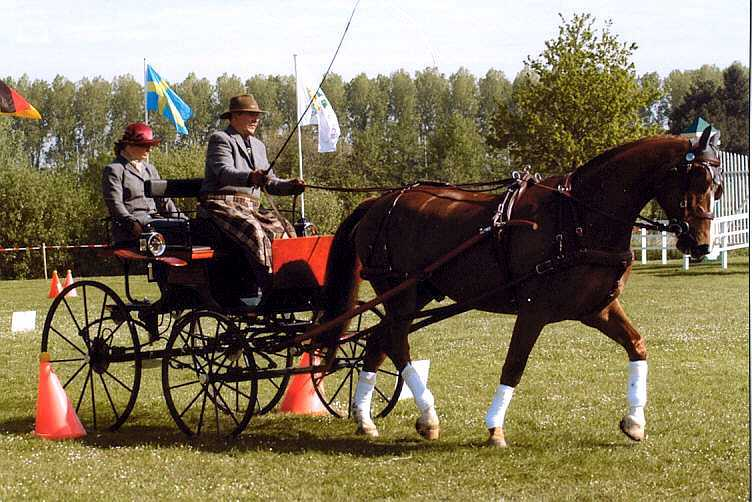
Precision

### Klädsel
Valet av kläder spelar också stor roll för hela ekipagets utstrålning. För både manliga och kvinnliga kuskar gäller huvudbonad, inte bara för att hålla ordning på frisyren utan även för att ge ett vårdat intryck. För männen gäller plommonstop, cylinderhatt eller mjuka filthattar. Kvinnornas hattar ska sitta fast så att de inte kan blåsa av och ska väljas i samma färg som vagnen. För män gäller även att kläderna ska matcha vagnen. En elegant vagn kräver en fin kostym i svart, mörkgrått eller kritstrecksrandigt medan en mer rustik vagn kan matchas med en tweedjacka eller jaktklädsel. En blomma brukar sättas i knapphålet på slaget till kavajen. Särskilt bra är det om blommorna matchar vagnen. Den engelska körklubben "Coaching Club" bär av tradition alltid blåklint i knapphålet. Kvinnornas klädsel kräver dock mer eftertanke. Kvinnliga kuskar bör bära skräddarsydda dräkter och valet av färg ska matcha vagnen eller klädseln på vagnens interiör. Kvinnor får bära byxor men bör då ha ett förkläde som täcker benen väl. Kvinnorna ska dock undvika att använda finare festklänningar eller att använda tidsenliga kläder eller accessoarer som parasoller eller liknande.
Kuskarna ska även ha handskar, helst i brunt läder, sämskskinn eller ull. Kusken ska även ha ett "förkläde" eller en filt för att skydda sina kläder från stänkande lera, som lätt uppkommer, speciellt under maratondelen. Skorna ska vara lågklackade och helst med gummisula som inte repar vagnens lack. De så kallade "groomsmen" som ska sitta baktill ska kunna agera snabbt om något händer, därför ska de inte ha några förkläden. Vid större tävlingar i privata fyrspann sitter de oftast i "livré", det vill säga typisk jaktrittsklädsel med ridjacka, hög hatt, vita ridbyxor och höga stövlar. På mindre tävlingar och i andra vagnar brukar dock groomsmännen använda mörk kostym och plommonstop. På kvinnor är det absolut vanligast med hjortskinnsbyxor, en rutig kavaj eller tweedjakca och ett plommonstop. Groomsmännen, både kvinnor och män ska även de ha bruna handskar. 
Om vagnen ska ha passagerare under tävlingens gång måste även dessa ha kläder som matchar vagnens helhet. I vissa fall tillåter man militär klädsel. 

### Under körning
Under körningen bedöms hela ekipaget på det intryck de ger på banan. Kusken ska titta rakt framåt mot hästarna, sitta rak och avslappnad och med en passande fotvinkel. Piskan ska hållas cirka 45 grader framåt och 45 grader ut åt vänster. Kusken måste även hälsa på domaren genom att lätt föra hatten i en liten rörelse med insidan nedåt. För överdriven svängning på hatten ger minuspoäng. Damer kan även nicka mot domarna.

## Olika ekipagetyper
- Ascot - Kusken har mörk kostym och vagnen är mörk och av engelsk typ.
- Lantlig typ - Kusken bär brun eller grön twedkostym eller blazerbyxor. På huvudet får kusken ha en passande keps eller brun kubb, även filthatt tillåts. Groomsmännen ska även de vara klädda i liknande stil. Vagnarna ska vara träfärgade och inte ha riktigt lika mycket utsmyckning som i Ascot.
- Svensk typ - Kusken och groomsmännen kan vara klädda i lantlig stil eller mörk kostym med en svart kubb på huvudet. Jaktdress är strängt förbjuden. Groomsmännen får även vara ridklädda. Vagnen ska vara av svensk typ, till exempel smålandstrilla eller charabang.

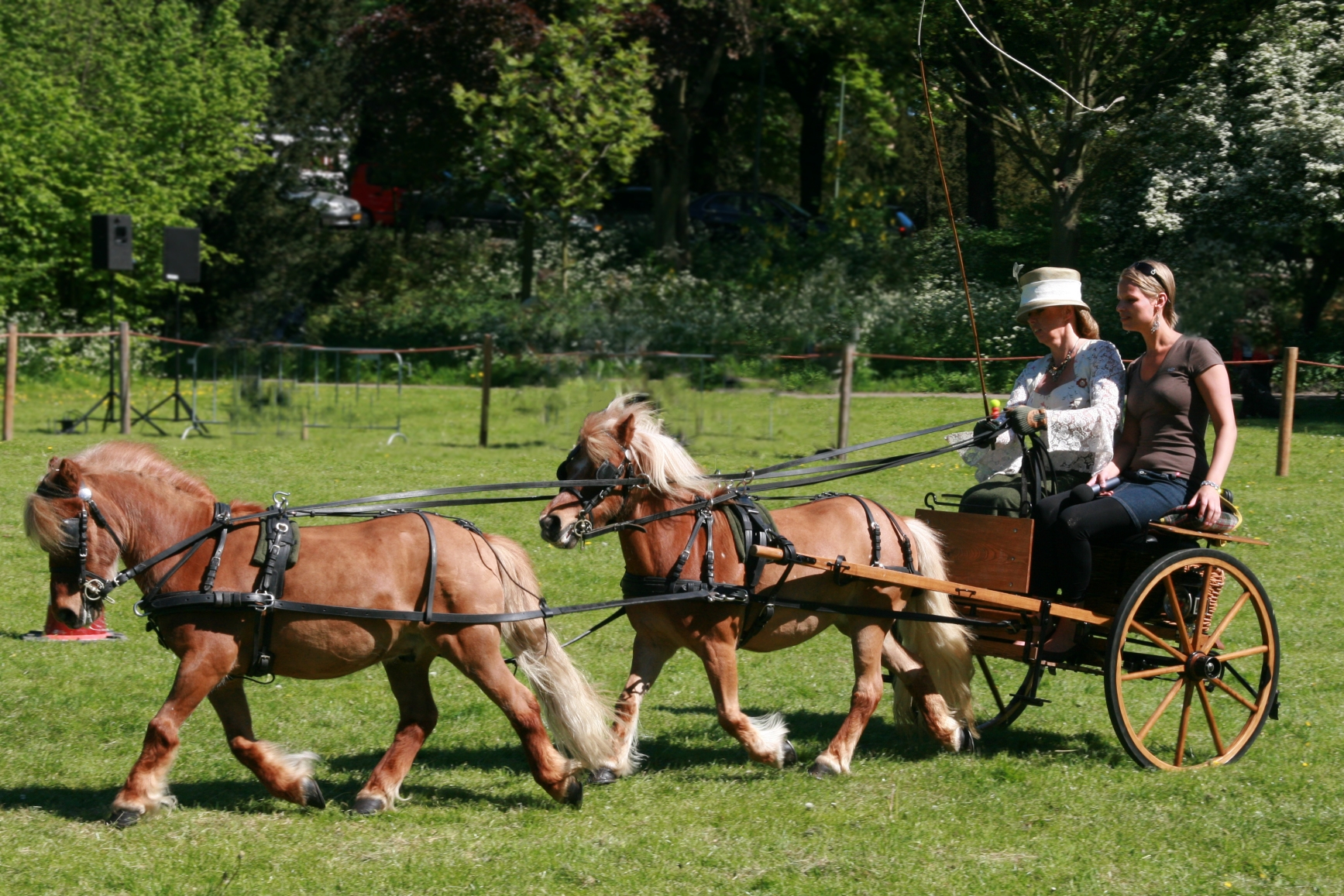
Tandem
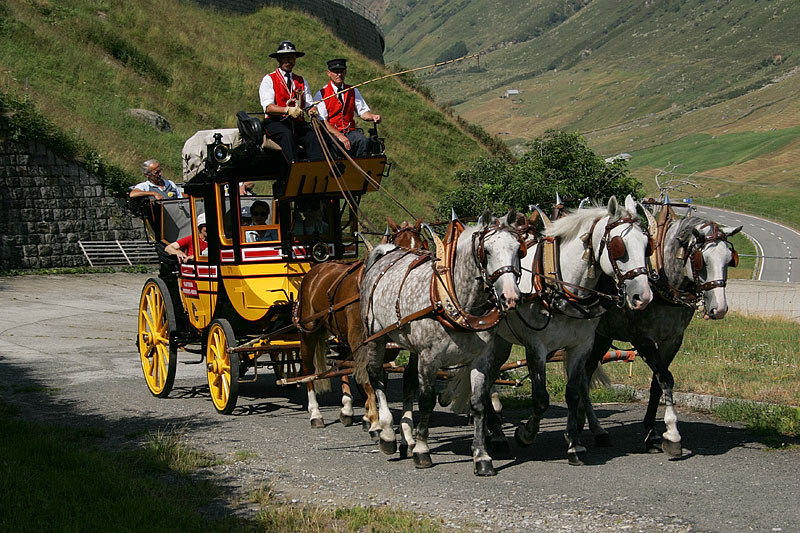
Femspann
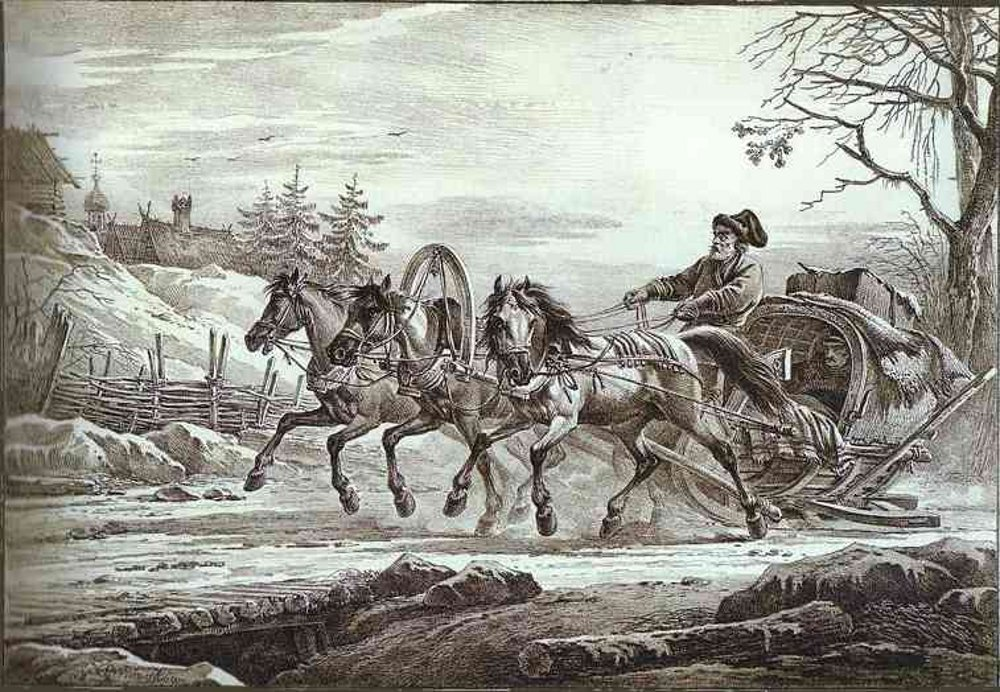
Trojka

## Spannkörning
Då flera hästar drar en vagn och en eller flera hästar är spända framför de egentliga draghästarna kallas detta körning med spann. I spannet kallas de främsta hästarna förlöpare och hästarna som går närmast vagnen,  stånghästar. Vid enkelt spann, så kallad tandem, kallas den häst, som går mellan skaklarna, gaffelhäst, och vid sex- eller åttaspann kallas de mellersta hästarna mellanhästar. 
Vid spannkörning placeras hästarna på flera olika sätt:
- Tandem eller enkelt spann, där hästarna går på rad istället för sida vid sida.
- Randem, då tre hästar spänns på rad framför vagnen.
- Trespann, då två hästar går vid stången och den tredje som förlöpare. Detta kallas även kronspann eller unicorn.
- Fyrspann, med två stånghästar och två hästar bredvid varandra som förlöpare.
- Femspann, då två hästar går vid stången och tre som förlöpare.
- Sex- och åttaspann, med två och två hästar framför; det främsta parets förlöpare styrs av en på vänsterhästen ridande jockey, spannridare.
- À la Daumont är ett anspann som ofta används när man kör i galakortege med häst och vagn. Vagnen saknar kuskbock och hästarna styrs av jockeyer sittande på vänsterhästarna. Hästarnas antal i spannet kan variera. Detta anspann infördes av en hertig d'Aumont, senare stavat Daumont.

## Trojka
Trojka är ett trespann och är i Ryssland det nationella anspänningssättet med hästar framför vagn eller släde. Trojkan körs med tre hästar i bredd och i regel med mitthästen i trav och de båda ytterhästarna i galopp.